# Hildegard Stilijanow
Hildegard Stilijanow (* 23. März 1905 in Dresden; † 4. September 1981 in Dresden; auch Hilde Stilijanov, Hildegard Stilijanow-Kretzschmar) war eine deutsche Malerin.

## Leben
Hildegard Stilijanow machte eine Lehre als Porzellanmalerin. Von 1933 bis 1937 studierte sie Schauspiel in Dresden und Berlin. Von 1941 bis 1945 hatte sie eine leitende Stellung an der Akademie für Zeichnen und Malen von weil. Simonson-Castelli. In den Jahren 1945/46 arbeitete sie als Schauspielerin.
Von 1946 bis 1952 absolvierte sie ein Studium an der Hochschule für Bildende Künste Dresden bei Hans Grundig, Wilhelm Lachnit, Hans Theo Richter und Bernhard Kretzschmar. Seitdem arbeitete sie freischaffend. Sie war Mitglied des Verbandes Bildender Künstler der DDR. Ab 1963 hatte sie einen Freundschaftsvertrag mit dem Arzneimittelwerk Radebeul und war Zirkelleiter im Bildnerischen Volksschaffen in Radebeul. Eine ihrer Schülerinnen war die spätere Malerin Bettina Winkler.
Anfang der 1950er Jahre lernten sie und ihr Sohn Peter den Maler Bernhard Kretzschmar kennen. Stilijanow und Kretzschmar heirateten 1958.
Ihr Werk orientiert sich an der realistischen Malerei der Dresdner Malschule und umfasst vor allem Stillleben, Landschaften und Porträts.
Werke Hildegard Stilijanows befinden sich u. a. in der Dresdner Galerie Neue Meister und im Sächsischen Kunstfonds und sind im Kunsthandel präsent.

## Ausstellungen (unvollständig)

### Einzelausstellungen
- 1964 Dresden, Glockenspielpavillon des Zwingers (mit Eva Schulze-Knabe und Magdalene Kreßner)
- 1974 Dresden, Kunstausstellung Kühl (Aquarelle)

### Teilnahme an zentralen und wichtigen regionalen Ausstellungen in der DDR
- 1952: Chemnitz, Schlossbergmuseum (Mittelsächsische Kunstausstellung)

- 1953 bis 1983: Dresden, Dritte Deutsche Kunstausstellung bis IX. Kunstausstellung der DDR
- 1968: Halle/Saale, Staatliche Galerie Moritzburg („Sieger der Geschichte“)
- 1972 bis 1985: Dresden, vier Bezirkskunstausstellungen
- 1974: Frankfurt/Oder, Galerie Junge Kunst („Aquarell, Gouache, Tempera, Pastell“)
- 1977: Leipzig, Galerie am Sachsenplatz („Ausgewählte Aquarelle von DDR-Künstlern“)
- 1979: Berlin, Altes Museum („Jugend in der Kunst“)